# Gronikowski Żleb (Dolina Miętusia)

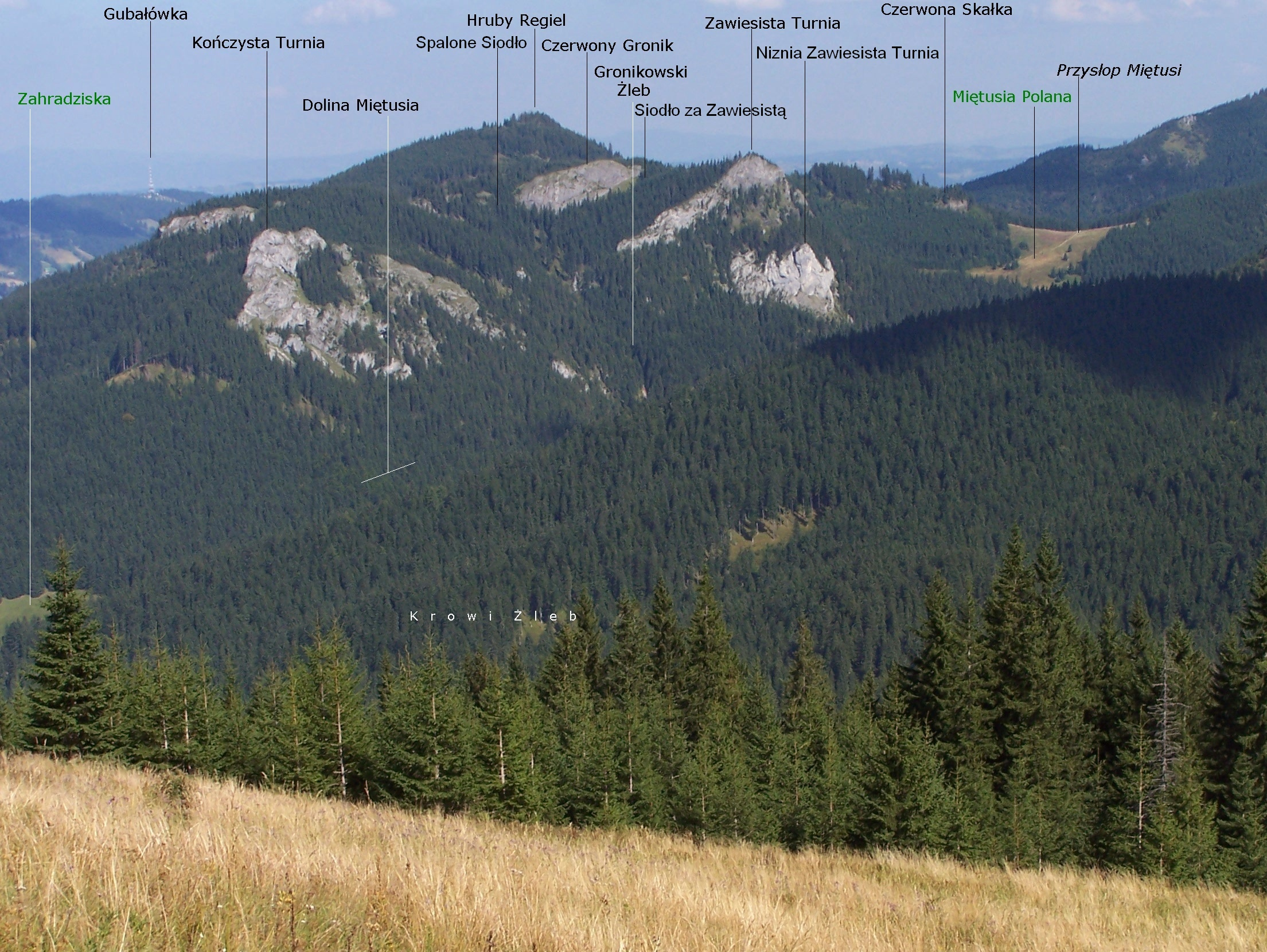
Widok z północnej grani Ciemniaka

Gronikowski Żleb – nieduży żleb na północnych zboczach Doliny Miętusiej w polskich Tatrach Zachodnich. Opada stromo spod Czerwonego Gronika pomiędzy Kończystą Turnią a Zawiesistą Turnią i Niżnią Zawiesistą Turnią w południowym kierunku do dna Doliny Miętusiej. Jego wylot znajduje się na odcinku pomiędzy polaną Zahradziska a Miętusią Polaną. Żleb ma odnogę – Gładki Żleb, który podchodzi pod przełęcz Spalone Siodło pomiędzy Czerwonym Gronikiem a Kończystą Turnią. Obydwa żleby są bardzo strome.
Dnem Gronikowskiego Żlebu spływa niewielki i okresowy strumyk uchodzący do Miętusiego Potoku naprzeciwko wylotu Szerokiego Żlebu.